# Oxofilita
Oxofilita je snaha některých chemických sloučenin vytvářet oxidy skrz hydrolytické reakce nebo odštěpení atomu kyslíku z jiné molekuly, často organické. Takto se mnohdy označují kovová centra, často u raných přechodných kovů, jako jsou titan, niob a wolfram. Oxofilita má vztah k tvrdosti prvku podle teorie HSAB, ovšem více je ovlivňována elektronegativitou a efektivním jaderným nábojem prvku.
Tímto způsobem lze vysvětlit vysokou oxofilitu raných přechodných kovů, které mají nízké elektronegativity a efektivní jaderné náboje. Oxofilní je i řada trojmocných sloučenin prvků hlavní skupiny, například hliníku, křemíku a fosforu. Oxofilní sloučeniny musí být často skladovány a používány za nepřítomnosti vzduchu.

## Příklady
Komplexy oxofilních kovů jsou často náchylné k hydrolýze, například chloridy prvků ve vysokých oxidačních číslech se hydrolyzují na oxidy:
TiCl4 + 2 H2O → TiO2 + 4 HCl
Tyto reakce probíhají přes oxychloridové meziprodukty, například částečnou hydrolýzou chloridu wolframového (WCl6) se vytváří oxychlorid wolframový (WOCl4). Meziprodukty obsahující hydroxidové skupiny jsou u oxofilních kovů vzácné; oproti tomu bezvodé halogenidy pozdnějších kovů se místo hydrolýzy hydratují a často tvoří hydroxidy.
Redukované komplexy oxofilních kovů vytvářejí reakcemi s kyslíkem oxidy. Oxidové ligandy jsou obvykle můstkové, například:
4 (C5H5)2TiCl + O2 → 2 {(C5H5)2TiCl}2O
Koncové oxo ligandy se u produktů oxygenace vyskytují výjimečně.

## Využití oxofility v syntéze
Oxofilní činidla se často používají k odstranění nebo výměně kyslíkových atomů v organických substrátech, obzvláště karbonylových sloučeninách (esterech, ketonech a amidech) a epoxidech. Na deoxygenace epoxidů se používají silné oxofily, jako například chlorid wolframový a butyllithium. Některé tyto přeměny mají využití v organické syntéze; například McMurryova reakce slouží k proměně ketonů na alkeny prostřednictvím oxofilních činidel:
2 R2CO + Ti → R2C=CR2 + TiO2
Podobně má Tebbeovo činidlo využití v alkenacích:
2 Cp2TiCH2AlCl(CH3)2 + 2 R2C=O → 2 Cp2TiO + (AlCl(CH3)2)2 + 2 R2C=CH2
Využití nacházejí také oxofilní sloučeniny prvků hlavní skupiny. Silný oxofil hexachlordisilan (Si2Cl6) stereospecificky deoxygenuje fosfinoxidy.
Sulfid fosforečný a Lawessonovo činidlo převádějí karbonylové sloučeniny na odpovídající sirné produkty:
P4S10 + n R2C=O → P4S10−nOn + n R2C=S
Vzhledem k vysoké stabilitě oxidu uhličitého je mnoho sloučenin uhlíku, jako například fosgen, oxofilních; tuto skutečnost lze použít k obnovení trifenylfosfinoxidu:
OPPh3 + COCl2 → Cl2PPh3 + CO2